# Liên đoàn các Tổ chức Nghiên cứu Lâm nghiệp Quốc tế
Liên đoàn các Tổ chức Nghiên cứu Lâm nghiệp Quốc tế hay Liên đoàn Quốc tế các Tổ chức Nghiên cứu Lâm nghiệp, viết tắt tiếng Anh là IUFRO (International Union of Forest Research Organizations) là một tổ chức phi chính phủ - phi lợi nhuận quốc tế hoạt động trong lĩnh vực nghiên cứu Lâm nghiệp .
IUFRO thành lập ngày 19 tháng 9 năm 1892 tại German Forest Research Institutes, Eberswalde,  Đức.
IUFRO là thành viên Liên hiệp khoa học của Hội đồng Khoa học Quốc tế (ISC), và của Hội đồng Quốc tế về Khoa học (ICSU) trước đây từ năm 2005.

## Mục tiêu
IUFRO thúc đẩy sự điều phối và hợp tác quốc tế trong nghiên cứu khoa học bao gồm toàn bộ lĩnh vực nghiên cứu liên quan đến rừng và cây, cho lành mạnh của những cánh rừng và những người phụ thuộc vào chúng.

## Tổ chức
Các hoạt động khoa học của IUFRO được tổ chức theo các phòng ban và nhóm hành động. Đơn vị được chia thành nhóm nghiên cứu và nhóm công tác, hỗ trợ trong công việc cộng tác nghiên cứu. Các nhóm đặc nhiệm (Task Forces) được thành lập trong một thời gian hạn chế về thời gian để xử lý và tổng hợp thông tin khoa học về các vấn đề xuyên suốt nhưng vượt ra ngoài phạm vi của một bộ phận hoặc nhóm nghiên cứu thường trực.

## Hoạt động
Các hoạt động bảo vệ rừng được tiến hành với sự hợp tác và tài trợ của các cơ quan chuyên môn của Liên Hợp Quốc, như Tổ chức Lương thực và Nông nghiệp Liên Hợp Quốc (FAO), Chương trình Môi trường Liên Hợp Quốc (UNEP), Diễn đàn Liên Hợp Quốc về rừng (UN Forum on Forests), Trung tâm Nông Lâm Thế giới (World Agroforestry Centre),...
Hoạt động nổi bật nhất tập hợp trong Hội nghị Rừng thế giới (World Forestry Congress) do FAO chủ trì.
Các đại hội quốc tế IUFRO tiến hành theo kỳ cỡ 5 năm.
| Nr  | Năm  | Địa điểm            | Chủ tịch          |
| --- | ---- | ------------------- | ----------------- |
| 28. | 2023 |                     |                   |
| 27. | 2019 | Curitiba            | Michael Wingfield |
| 26. | 2014 | Salt Lake City,Utah | Koch              |
| 25. | 2010 | Seoul               | Lee               |
| 24. | 2005 | Brisbane            | Seppälä           |
| 23. | 2000 | Kuala Lumpur        | Burley            |
| 22. | 1995 | Tampere             | Salleh            |
| 21. | 1990 | Montréal            | Buckman           |
| 20. | 1986 | Ljubljana           | Mlinsek           |
| 19. | 1981 | Kyoto               | Liese             |
| 18. | 1976 | Oslo                | Samset            |
| 17. | 1971 | Gainesville         | Jemison           |
| 16. | 1967 | Munich              | Speer             |
| 15. | 1961 | Vienna              | McDonald          |
| 14. | 1956 | Oxford              | Pavari            |
| 13. | 1953 | Rome                | Burger            |
| 12. | 1948 | Zurich              | Lönnroth          |
| 11. | 1940 | Hủy đại hội         | Lönnroth          |
| 10. | 1936 | Budapest            | Roth              |
| 9.  | 1932 | Nancy               | Guinier           |
| 8.  | 1929 | Stockholm           | Hesselmann        |
| 7.  | 1914 | Hủy đại hội         | Vadas             |
| 6.  | 1910 | Brussels            | Crahay            |
| 5.  | 1906 | Stuttgart           | Bühler            |
| 4.  | 1903 | Vienna              | Friedrich         |
| 3.  | 1900 | Zurich              | Bourgeois         |
| 2.  | 1897 | Brunswick           | Danckelmann       |
| 1.  | 1893 | Vienna              | Friedrich         |

## Ngày Quốc tế về Rừng
Ngày Quốc tế về Rừng là ngày 21 tháng Ba, được Đại hội đồng Liên Hợp Quốc chọn trong Nghị quyết A/RES/67/200 ngày 28/11/2012, làm ngày lễ quốc tế, được tổ chức hàng năm với chủ đề xác định, để nâng cao nhận thức về rừng trên toàn thế giới.
Năm 2011 cũng đã được chọn là Năm Rừng Quốc tế (International Year of Forests) để cộng đồng quốc tế hành động để bảo vệ rừng.